# ماري لويز روبرتس
ماري لويز روبرتس (بالإنجليزية: Mary Louise Roberts)‏ هي متسلقة جبال نيوزيلندية، ولدت في 1886 في دنيدن في نيوزيلندا، وتوفيت في 1968.